# Parque Quase-Nacional Yatsugatake-Chūshin Kōgen
O Parque Quase-Nacional Yatsugatake-Chushin Kogen é um parque quase-nacional localizado nas prefeituras japonesas de Yamanashi e Nagano. Estabelecido em 1 de junho de 1964, tem uma área de 39 857 hectares.